# Egretă mică albăstruie
Egreta mică albăstruie (Egretta caerulea) este un stârc mic din genul Egretta. Are un penaj închis, cu un cioc bicolor. Juvenilii sunt în întregime albi, având asemănări cu egreta de zăpadă. În timpul sezonului de reproducere, adulții dezvoltă colorații diferite pe cap și picioare.

## Taxonomie
Egreta mică albăstruie face parte din familia Ardeidae, un grup ai cărui membri pot fi găsiți în cea mai mare parte a lumii, inclusiv în America, Africa, Asia și Oceania. A fost descris pentru prima dată ca Ardea caerulea de Carl Linnaeus în cea de-a 10-a ediție a Systema Naturae. În prezent face parte din genul Egretta. Este posibil să fie strâns înrudită cu egreta de zăpadă, un alt membru al genului său, cu care seamănă foarte mult atunci când este tânără. Variante ale numelui includ Ardea coerulea, Florida caerulea și Hydranassa caerulea.

## Galerie

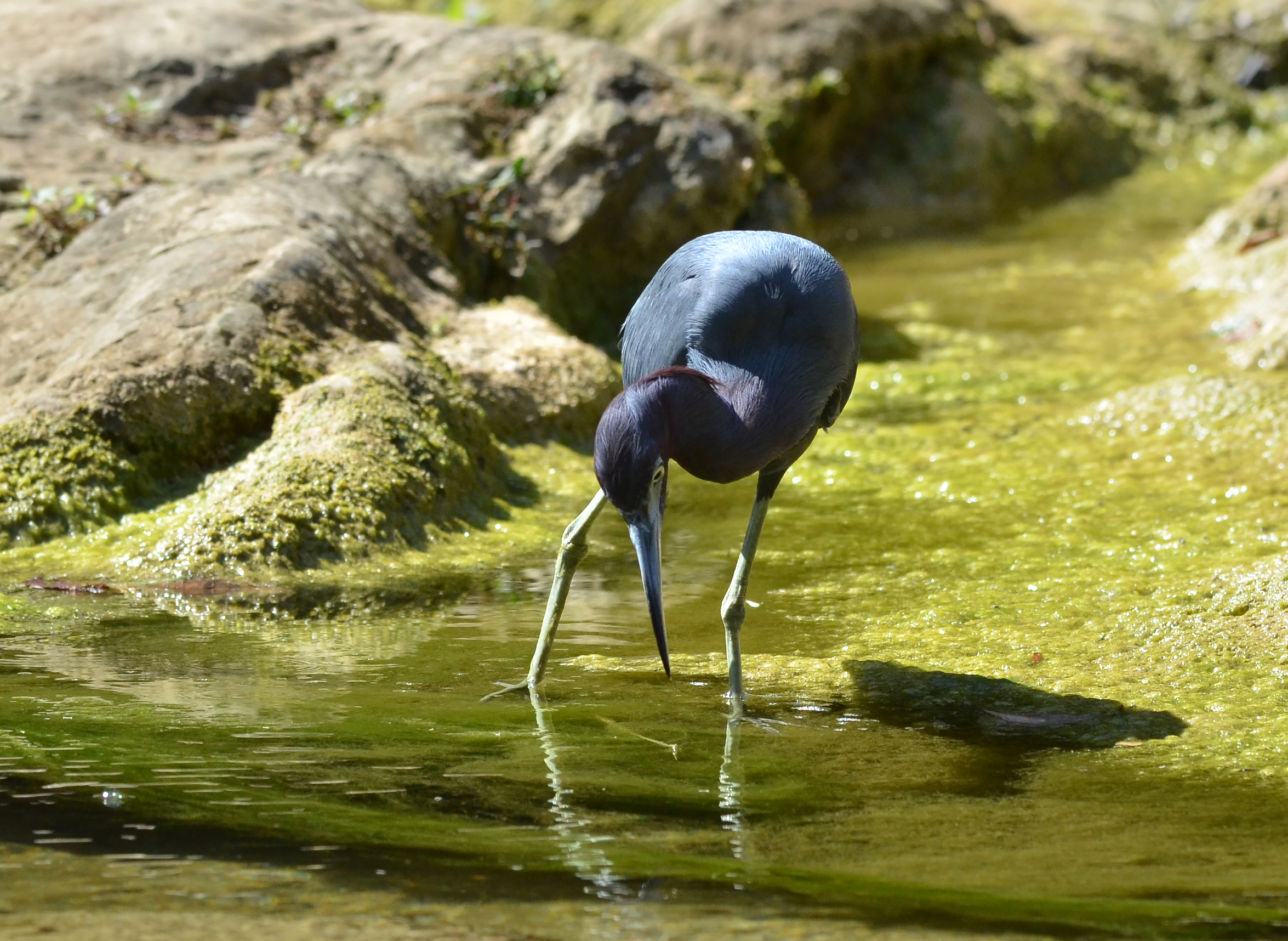
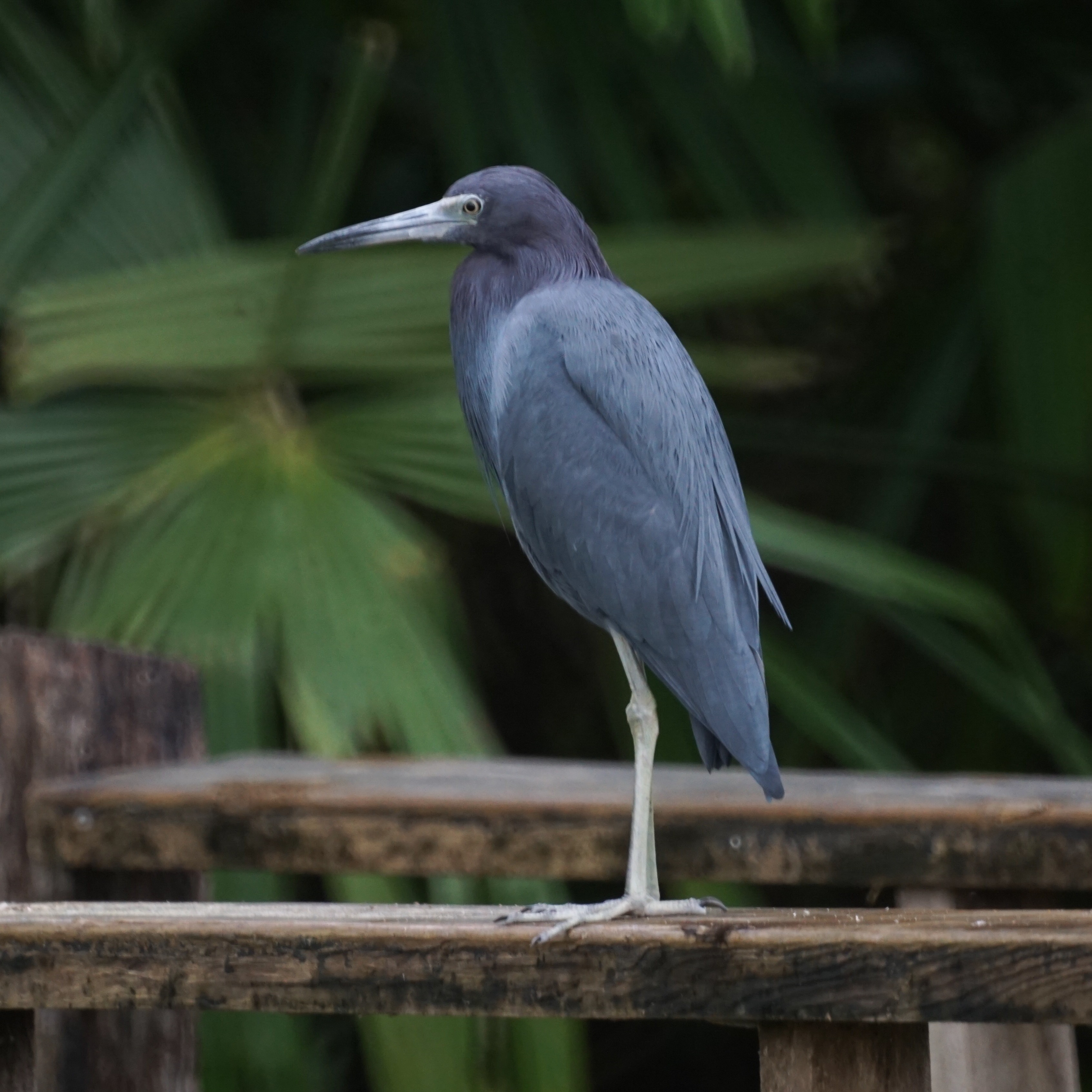
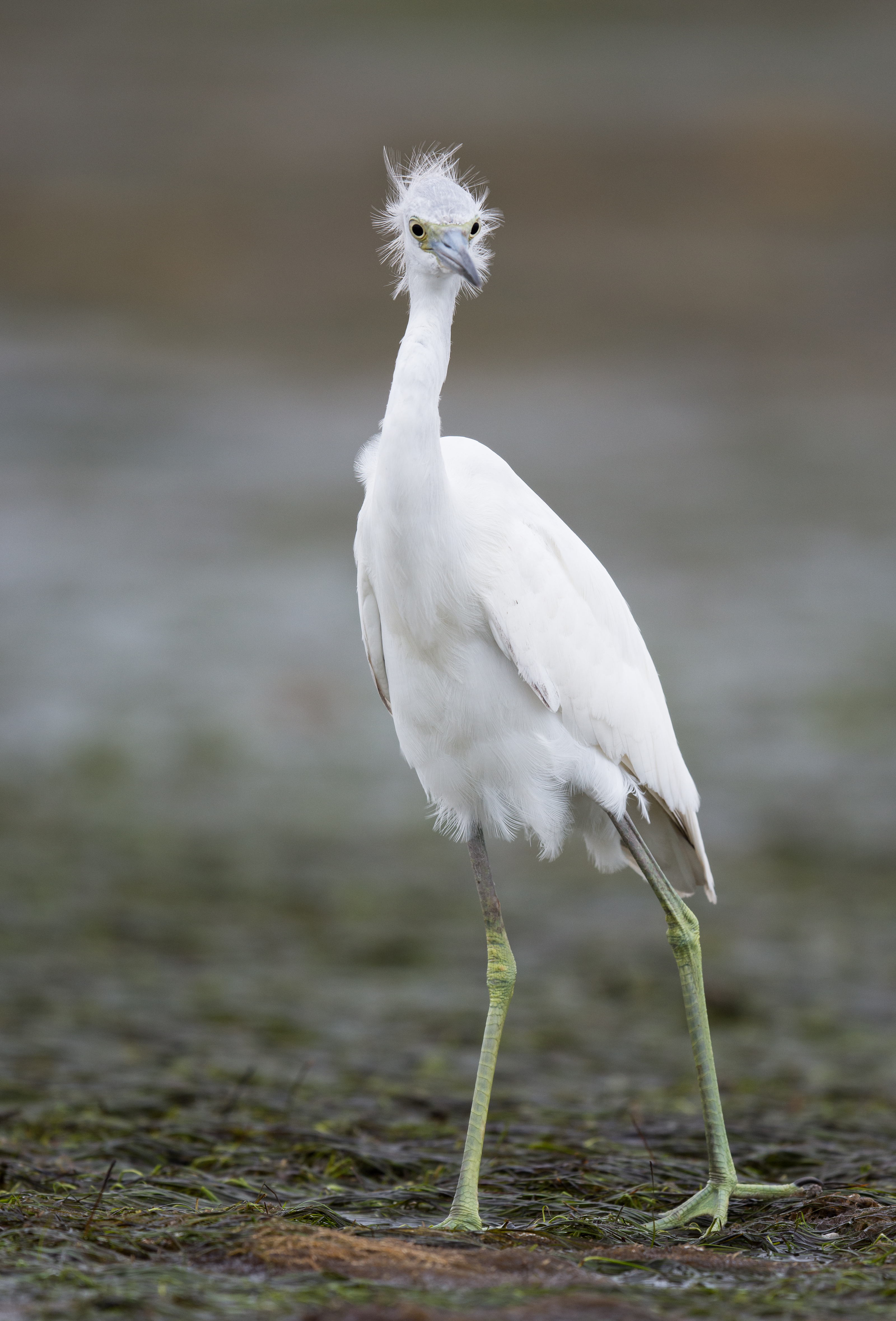
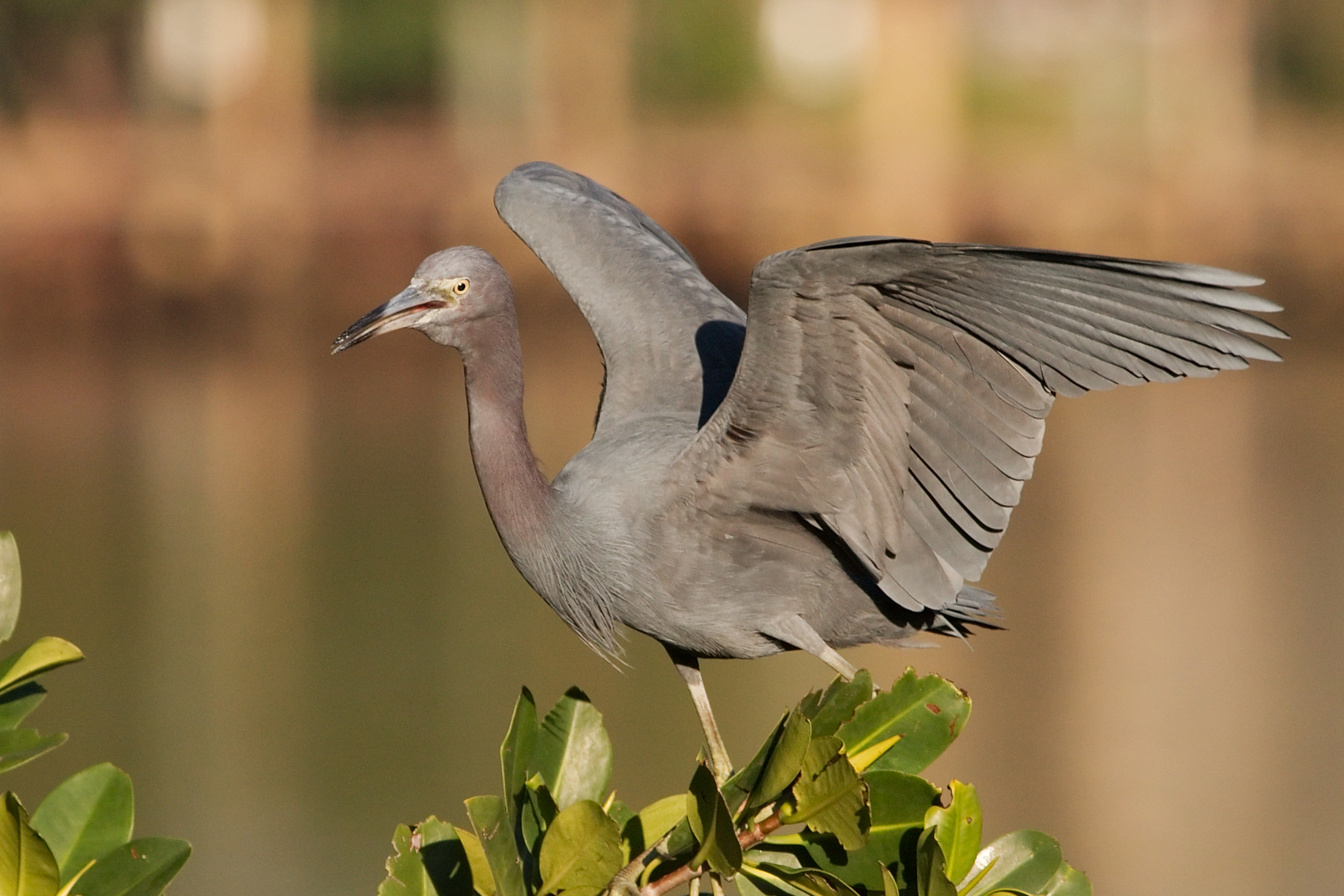